# Kybos copula
Kybos copula är en insektsart som först beskrevs av Delong 1931.  Kybos copula ingår i släktet Kybos och familjen dvärgstritar. Inga underarter finns listade i Catalogue of Life.